# Venier
I Venier furono una famiglia patrizia di Venezia.

## Storia

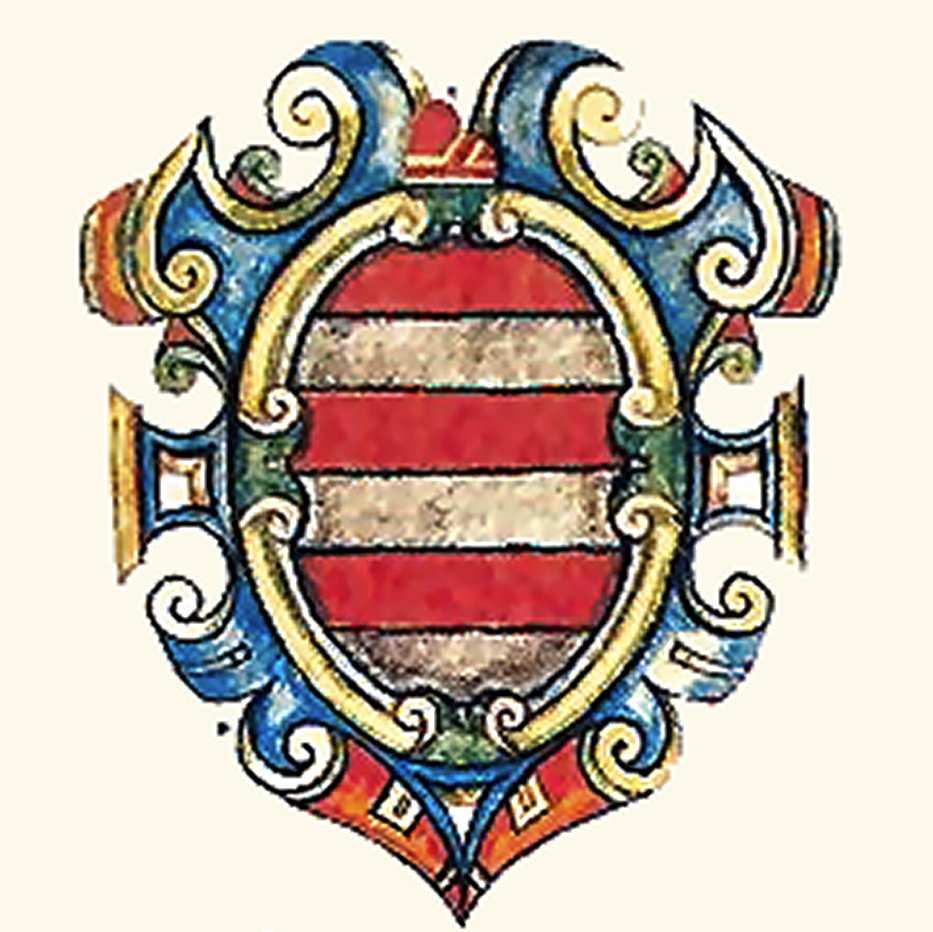
Stemma gentilizio dei Venier

È una delle casate più antiche della città: alcune tradizioni la ritengono originaria di Vicenza, altre addirittura dalla gens Aurelia e dell'imperatore Valeriano. Certo è che la presenza dei Venier è documentata solo dall'XI secolo. Dopo la Quarta Crociata ottennero la signoria di Cerigo e Paro e, con i Martinengo e i Lion, i castelli di Zemonico e di Sanguinetto.
Sebbene un ramo trasferitosi a Candia avesse partecipato alla rivolta antiveneziana dell'isola, i Venier di Venezia rimasero sempre fedeli alla Serenissima ed ebbero ruoli di primo piano nella vita politica (diedero tre dogi). Altri divennero personalità del mondo culturale.
Sarebbero i costruttori della chiesa di San Zan Degolà.

## Membri illustri
- Antonio Venier (1330 circa – 1400), doge
- Nicolò Venier (ca. 1483 – 1530) signore di Paros
- Francesco Venier (1489 – 1556), doge
- Sebastiano Venier (1496 – 1578), doge
- Lorenzo Venier (1510 - 1550), letterato, fratello di Domenico
- Domenico Venier (1517 - 1582), letterato, fratello di Lorenzo
- Maffio Venier (1550 - 1586), arcivescovo e letterato, figlio di Lorenzo

## Palazzi, ville e castelli
Palazzi
- Casa Venier a Santa Maria Formosa;
- Casino Venier, in prossimità di Rialto e San Marco;
- Palazzetto Venier, nel sestiere di Dorsoduro;
- Palazzo Venier dei Leoni, ora Peggy Guggenheim Collection;
- Palazzo Venier-Contarini, palazzo gotico sul Canal Grande;
- Palazzo Venier-Manfrin, palazzo neoclassico presso Venezia;

Ville
- Villa Venier-Contarini, villa veneta a Mira Taglio;
- Villa Colloredo-Venier;
- Villa Contarini-Giovannelli-Venier, presso Vo';
- Villa Venier, presso Sommacampagna.

Altri
- Castello di Sanguinetto;